# Португалска западна Африка
Португалска Ангола је основана од стране 400 португалских колониста на челу са Паулом Дијасом де Новаисом 1575. године на острву Луанда. Следеће године (1576) становници су дали име својој насеобини Сао Пауло де Лунда и изградили су утврђење, болницу и цркву. Убрзо (1579) избија сукоб између домородаца које је предводио Нгола и придошлих Португалаца.

### Ширење колоније
Из Португалије је 1592. године послан први краљевски гувернер Франциско де Алмеида, међутим, због отпора Португалаца у Анголи опозван је већ следеће године (1593). Херонимо де Алмеида постаје те 1593. године гувернер Анголе, али није дуго остао на тој позицији јер је 1594. године послан нови гувернер Жуан Фуртадо де Мендонса са огромном војском. Он је са 400 португалских и 15 000 афричких војника стигао до реке Бунго. Нови гувернер Мануел Сервеира Переира дошао је са војском до Камбамбе и изградио утврђење (1603). Мануел Фереира Форјаз је постављен 1607. за новог гевернера Анголе и добио је задатак да ухапси претходног гувернера. Гувернер Форјаз је локалне афричке поглавице и њихове сународнике ставио под заштиту португалске круне наметајући им тешке порезе. Португалци праве савез са афричким племеном Имбангала 1612. и кренули у заједничке нападе на народ Мбунду. По други пут је постављен за гувернера Анголе Мануел Сервеира Переира са задатком освајања Бенгуеле. То је и остварено 1617. године у склопу експанзије ширења Португалаца јужно од Луанде. Следеће године Португалци настављају кампању за ширење своје колоније и нападају Краљевину Ндонго. Против народа Касање и Намбу нови гувернер Жуан Кореира де Соуза 1621. године покреће нову војну кампању.

### Напади Холанђана
Године 1623. Холанђани нападају Луанду и привремено заузимају Бенгуелу, која је у то време била центар трговине робљем. И следеће године Холанђани су покушали да преузму португалске колоније, али без успеха. У томе су успели тек 1641. године када су заузели Анголу и Луанду. Међутим 1648. године Португалци су повратили Анголу и протерали Холанђане. Последње велико проширење које су остварили Португалци јесте освајање Пунго Адонгао 1671. године.

### Ширење ка унутрашњости
Португалци напредују према унутрашњости и оснивају Каконду (у данашњој централној Анголи) 1680. године. Португалци оснивају 1714. године трговачку испоставу Замбо на ушћу реке Лунгва у реку Замбези. Португалске снаге проширује колонију иза колоније Бенгуела у 18. веку и покушава да опколи остале области средином 19. века. Португалци оснивају 1840. године Мосамедес у јужној Анголи као део покушаја даљег ширења колоније. Град је брзо нарастао захваљујући емигрантима из Бразила.

### 20. век
Године 1951. Ангола као и Мозамбик постаје прекоморска провинција. Незадовољни владавином Португалаца током шедесетих година 20. века формирано је неколико покрета против португалске власти. То је довело до рата за независност.

### Економија колоније Ангола
Ангола је извозила робове све до 1878. године када је трговина робовима забрањена. Производња кафе у Анголи започиње тридесетих година 19. века и постаје најзначајнија привредна грана све до седамдесетих година 20. века када је откривена нафта. Осим тога у Анголи јача индустрија гуме и власти колоније намећу царине на извоз слоноваче. Производња гуме доживљава прави процват од 1880. године.